# Bučinský potok
Bučinský potok je vodní tok se nachází v katastru obce Machov v okrese Náchod. Pramení nedaleko Bukowina Klodzka na polské straně a teče na sever přes státní hranici, kde se zařezává do údolí a v Machově vtéká do Židovky.